# Mancomunitat Intermunicipal d'Alcàntera
La Mancomunitat Intermunicipal d'Alcàntera és una mancomunitat de municipis de la Ribera Alta. Aglomera 4 municipis i 4.221 habitants, en una extensió de 30,60 km². Actualment (2007) la mancomunitat és presidida per Jorge Penalba Sancho, del Partit Popular i regidor de Sellent.
Les seues competències són:
- Aigües potables
- Recollida d'animals abandonats
- Serveis socials

Els pobles que formen la mancomunitat són:
- Alcàntera de Xúquer
- Càrcer
- Cotes
- Sellent